# Never Leave Me Alone
Never Leave Me Alone è un singolo del cantante statunitense Nate Dogg, pubblicato nel 1996 e interpretato insieme al rapper statunitense Snoop Doggy Dogg. Il brano è stato estratto dal primo album di Nate Dogg, ossia G-Funk Classics, Vol. 1 & 2.

## Tracce
- CD singolo

1. Never Leave Me Alone (Radio Edit) (featuring Snoop Doggy Dogg) — 4:57
2. Never Leave Me Alone (Instrumental) — 5:40

## Classifiche
| Classifica (1996)         | Posizione massima |
| ------------------------- | ----------------- |
| Nuova Zelanda             | 2                 |
| Stati Uniti               | 33                |
| Stati Uniti (R&B/Hip-Hop) | 22                |